# Sassenberg
Sassenberg település Németországban, azon belül Észak-Rajna-Vesztfália tartományban. Lakosainak száma 14 566 fő (2023. december 31.). Sassenberg Harsewinkel, Beelen, Warendorf, Glandorf, Bad Laer és Versmold községekkel határos.

## Népesség
A település népességének változása:
| Lakosok száma | 8656 | 14 403 | 14 279 | 14 260 | 14 258 | 14 455 | 14 566 |
|               | 1975 | 2015   | 2017   | 2019   | 2021   | 2022   | 2023   |